# Josia glycera
Josia glycera är en fjärilsart som beskrevs av Druce 1885. Josia glycera ingår i släktet Josia och familjen tandspinnare. Inga underarter finns listade i Catalogue of Life.